# 巴拉克普尔钱通门特
巴拉克普尔钱通门特（Barrackpur Cantonment），是印度西孟加拉邦North Twentyfour Parganas县的一个城镇。总人口22014（2001年）。

## 人口
该地2001年总人口22014人，其中男性12215人，女性9799人；0—6岁人口1901人，其中男1023人，女878人；识字率79.80%，其中男性为84.85%，女性为73.50%。